# Bruno Walther
Ne doit pas être confondu avec Bruno Walter.
Pour les articles homonymes, voir Walther.
Bruno Walther est un entrepreneur, cyberactiviste écologiste et spécialiste de l'internet français.

## Biographie

### Jeunesse
Autodidacte (il quitte le lycée en terminale et passe le bac en candidat libre), Bruno Walther participe à la réalisation des jeux vidéo La planète bleue ne répond plus et la Ville idéale à l'âge de 14 ans. Écologiste, il est l'un des animateurs du mouvement lycéen de 1990 et crée ensuite un label de rap "Evolution Banlieue". Il s'illustre en menant les premières « cyber manifestations »,,,,,. Pionnier du web, il est le premier à introduire en France, dès 1996, la notion de cyber-adhérent d'une organisation politique en créant ce statut pour le parti écologiste Génération Ecologie. En 1996 il est l'initiateur du site écologie.org qui sera le fer de lance de l'agit prop écologiste en Europe en permettant aux visiteurs de bombarder les autorités russes ainsi que McDonald's d'un envoi en rafale de courriers électroniques.

### Années 2000
En avril 2000, Bruno Walther récupère, en pleine campagne des municipales, l’adresse Emancipez-Paris.com (qu'Édouard Balladur avait imprudemment annoncée lors d’une interview télévisée). Édouard Balladur accepte une interview en real audio,.
En 2001, il réalise le site gauchestory.com, un pastiche politique du célèbre jeu de TV réalité Loft Story.
En 2002, il participe à la campagne internet de Jacques Chirac pour l'élection présidentielle et initie le vote électronique au sein de l'UMP. En 2003, pendant les grèves contre la réforme Fillon, il organise au nom de la Droite Libre, mouvement associé à l'UMP, une opération de mail-bombing « Ils bloquent la France, bloquons leurs mails ! ». Il invite les internautes à manifester leur mécontentement face aux grèves de la fonction publique en envoyant un texte à une quarantaine d’adresses mail d’organisations et de responsables syndicaux, dont Marc Blondel, le secrétaire général de Force ouvrière. Les syndicats portent plainte contre la Droite Libre, qui est condamnée à des dommages-intérêts,.
Professionnellement, Bruno Walter devient en 1995 le chef de cabinet de Brice Lalonde. En 1997 il crée, avec Arnaud Dassier, la web agency « l’Enchanteur des nouveaux médias ».
En 2005 il prend la direction de l’agence FCBI, avant de prendre un an après, la présidence de l’agence DRAFTFCB (fusion de draft et fcb). En septembre 2007 il rejoint l’agence OgilvyOne pour en prendre la présidence. En 2007 il obtient, pour le compte de l’agence DRAFTFCB et de la campagne INPES, le Grand Prix Stratégie et le Grand Prix du New York Festival pour la campagne Motocolors.
En janvier 2010, il abandonne la présidence d'OgilvyOne pour créer avec Gilles Babinet une jeune pousse, Captain Dash, qui propose un tableau de bord mobile,. En 2020 il co-fonde la Source Vive, un cabinet de conseil qui aide les organisations à penser au prisme de la transformation climatique. En 2021, Yannick Jadot lui demande de diriger la communication de sa campagne pour l'élection présidentielle de 2022.

### Engagement en Tunisie
En 2011 il installe, au cœur de la révolution tunisienne, une société en Tunisie. Il rédige aussi plusieurs articles de soutien à la démocratie tunisienne,,.